# 중국철학서전자화계획
중국 텍스트 프로젝트(CTP; 중국어 정체자: 中國哲學書電子化計劃)는 초기 중국 문헌의 컬렉션을 수집하는 전자 도서관 프로젝트이다. 중국어로 된 프로젝트 이름은 문자 그대로 "중국 철학 서적 디지털화 프로젝트"를 의미하며, 이는 중국 철학과 관련된 서적에 중점을 두고 있음을 보여준다. 이 프로젝트는 특히 중국 철학과 관련된 광범위한 문헌의 접근 가능하고 정확한 버전을 제공하는 것을 목표로 하며, 인터넷에서 가장 포괄적이고 정확한 고전 중국 문헌 컬렉션 중 하나를 제공하는 것으로 평가받고 있다.

## 사이트 내용
문헌은 선진 시대 및 한나라 이전 문헌과 한나라 이후 문헌으로 나뉘며, 전자는 학파별로, 후자는 왕조별로 분류된다. 고대(선진 시대 및 한나라 이전) 데이터베이스 섹션에는 500만 자 이상의 한자가 포함되어 있고, 한나라 이후 데이터베이스에는 2000만 자 이상의 한자가 포함되어 있으며, 공개적으로 편집 가능한 위키 섹션에는 50억 자 이상의 한자가 포함되어 있다. 많은 문헌에는 영어 및 중국어 번역도 함께 제공되며, 이는 비교의 용이성을 위해 원본 텍스트와 단락별 및 구절별로 짝을 이룬다. 이를 통해 중국어 지식이 거의 없거나 전혀 없는 학생들도 유용한 학술 연구 도구로 시스템을 사용할 수 있다.
중국어 문헌에 적합한 맞춤형 검색 기능을 제공할 뿐만 아니라, 이 사이트는 웹의 고유한 형식을 활용하여 중국학자와 관련된 다양한 기능을 제공하려고 시도한다. 여기에는 통합 사전, 단어 목록, 병렬 구절 정보, 스캔된 원본 텍스트, 콘코던스 및 색인 데이터, 메타데이터 시스템, 중국어 주석 표시, 출판된 자료 데이터베이스, 그리고 사이트의 특정 데이터에 스레드를 연결할 수 있는 토론 포럼이 포함된다. 이 사이트의 "라이브러리" 섹션에는 2500만 페이지 이상의 초기 중국 문헌의 스캔 사본도 포함되어 있으며, 완전한 텍스트 데이터베이스의 필사본과 줄별로 연결되어 있으며, 많은 부분이 광학 문자 인식(OCR)을 사용하여 생성되었고, 온라인 크라우드소싱 위키 시스템을 사용하여 편집 및 유지 관리된다. 텍스트 데이터 및 메타데이터는 API를 사용하여 내보낼 수도 있어 다른 온라인 도구와의 통합 및 텍스트 마이닝 및 디지털 인문학 프로젝트에서의 사용이 가능하다.